# Retusanus pulverus
Retusanus pulverus är en insektsart som beskrevs av Delong 1945. Retusanus pulverus ingår i släktet Retusanus och familjen dvärgstritar. Inga underarter finns listade i Catalogue of Life.